# Рамона
„Рамона“ (на испански: Ramona) е мексиканска теленовела от 2000 г., режисирана от Алберто Кортес и продуцирана от Луси Ороско за Телевиса, базирана е на американския роман Ramona от Хелън Хънт Джаксън.
В главните роли са Кейт дел Кастийо и Едуардо Паломо, а в отрицателните – Серхио Сендел, Елена Рохо и Шаула Вега.

## Сюжет
След края на войната от 1847 г. между Мексико и Съединените щати, Калифорния става част от Американския съюз. Двадесет годин по-късно, все още се водят кървави битки между старите заселници и новите завоеватели. Семейство Морено Гонсага, главните герои в тази история, е едно от тези семейства, които са решили да останат в Калифорния, за да защитават това, което считат за свое.
Рамона Морено Гонсага, най-малката дъщеря на вдовицата доня Рамона Гонсага, е много млада, когато майка ѝ я изпраща в манастир. Тя никога не разбира защо майка ѝ взема това решение, тъй като не е имала силно религиозно призвание, а също и защо майка ѝ никога не е идвала да я посещава в манастира. Единственият, който ходи при нея, е брат ѝ, Фелипе. Ставайки пълнолетна, Рамона е свободна да си върви, освен това в бурните времена всички манастири се затварят. Рамона е щастлива и нетърпелива да се прибере в любимия дом, както и да види всички хора, които обича – брат си, дойката си, а най-много желая да виси майка си.
Много неща са се променили в Калифорния. Един безскрупулен човек на име Джак Грийн се е провъзгласил за шериф на окръга. Рамона, почти стигайки до дома си, случайно се среща с индианеца Алехандро де Асис. Това е кратка среща, но Рамона е пленена от очите на Алехандро, които пронизват сърцето ѝ като стрела.
Рамона и Алехандро се влюбват, но семейството на Рамона, както и племето на Алехандро се противопоставят на връзката им. Двамата трябва да се преборят и с всички видове предразсъдъци. Рамона и Алехандро се борят за любовта си, въпреки интригите на Джак Грийн, който злоупотребява с властта си.
Трудни и размирни времена настъпват. Тепърва предстоят ужасни събития, които заплашват да унищожат връзката на Рамона и Алехандро, но те трябва да се изправят срещу всяко бедствие, за да бъдат щастливи.

## Актьори
- Кейт дел Кастийо – Мария Рамона Морено Гонсага
- Едуардо Паломо – Алехандро де Асис
- Елена Рохо – Доня Рамона Гонсага де Морено
- Рене Стриклер – Фелипе Морено
- Серхио Сендел – Джак Грийн
- Антонио Меделин – Дон Пабло де Асис
- Рафаел Инклан – Хуан Канито
- Анхелина Пелаес – Марта Канито
- Ванеса Бауче – Маргарита
- Рене Касадос – Ангъс О'Файл
- Фелипе Нахера – Фернандо Коронадо
- Габриела Мурай – Аналупе Коронадо
- Рикардо Блуме – Руй Коронадо
- Ники Монделини – Беатрис де Ечаге
- Чела Кастро – Перпетуа
- Луис Кутуриер – Сесар де Ечаге
- Хуан Риос Канту – Нортеньо
- Алваро Карканьо – Отец Салватиера
- Кристоф Рашински – Дейвис
- Раул Очоа – Мерил
- Рамон Менендес – Д-р Томас
- Исела Вега – Матеа
- Роберто Гусман – Непо
- Андрес Гарсия мл. – Били Дубойс
- Франсиско Авенданьо
- Луис Баярдо – Отец Сария
- Пати Диас – Кармен
- Оскар Травен
- Монсерат Оливиер – Дорис
- Еухенио Кобо – Генерал Алонсо Морено
- Хорхе Капин – Пепе
- Тони Далтон – Том
- Антонио Ескобар – Антонио
- Франиско Касасола
- Мартин Рохас – Себастиан Лоренсо
- Андерс Персе – Прескот
- Кристиан Тапан – Колорадо
- Хорхе Самора
- Ернесто Бог – Маркос
- Хосе Луис Авенданьо – Лусио
- Алисия дел Лаго – София
- Барбара Хил
- Марсела Морет
- Илда Нахера – Полита
- Мая Шнелман – Бети
- Даниел Гауври
- Шаула Вега – Мануела

## Премиера
Премиерата на Рамона е на 3 април 2000 г. по Canal de las Estrellas. Последният 74. епизод е излъчен на 14 юли 2000 г.

## Награди и номинации
Награди TVyNovelas 2001
| Категория                 | Номинация                        | Резултат   |
| ------------------------- | -------------------------------- | ---------- |
| Най-добро женско откритие | Монсерат Оливиер                 | Номинирана |
| Най-добра сценография     | Рикардо Наварете Мануел Домингес | Печелят    |

## Версии
Теленовелата Рамона е базирана на едноименния роман на Хелън Хънт Джаксън. Върху романа се базират няколко игрални филма, в един от които участва мексиканската звезда Долорес дел Рио.
- Ramona, игрален филм от 1910 г., режисиран от Д. Грифит.
- Ramona, игрален филм от 1916 г., режисиран от Доналд Крисп.
- Ramona, игрален филм от 1928 г., режисиран от Едуин Карел.
- Ramona, игрален филм от 1936 г., режисиран от Хенри Кинг.